# Biduanda depicta
Biduanda depicta är en fjärilsart som beskrevs av Hans Fruhstorfer 1912. Biduanda depicta ingår i släktet Biduanda och familjen juvelvingar. Inga underarter finns listade i Catalogue of Life.